# ロック核酸

LNAの構造

ロック核酸（ロックかくさん、英: Locked Nucleic Acid (LNA)、中: 鎖核酸）または架橋型核酸（かきょうがたかくさん、英: Bridged Nucleic Acid (BNA)）は、ゼノ核酸の一種。構成するリボースの2’および4’の炭素が架橋で修飾されたオリゴヌクレオチドの一つで、天然での生成が知られない人工核酸である。